# Fiorella Ceccacci Rubino
Fiorella Ceccacci, nota anche con lo pseudonimo di Fiorella Rubino (Latina, 18 agosto 1965), è un'attrice ed ex politica italiana. È stata parlamentare membro della VII Commissione Cultura e Spettacolo dal 2006 al 2013.

## Biografia

### Carriera da attrice
Fu scoperta da Giorgio Albertazzi che la volle nel suo recital Frugando nella valigia di Flaiano. Ha partecipato a Un posto al sole. Nel 1999 è stata diretta da Pasquale Squitieri nel film Li chiamarono... briganti! e ha recitato in SCTMV, un cortometraggio erotico diretto da Francesco Dominedò facente parte della serie Tinto Brass presenta: Corti circuiti erotici.

### Carriera politica
Attiva con Forza Italia sin dalla sua fondazione, alle elezioni politiche del 2006 viene eletta alla Camera dei deputati, nella circoscrizione Lazio 1. Ha fatto parte della XII Commissione (Affari sociali).
Alle elezioni politiche del 2008 viene rieletta alla Camera dei deputati nelle liste del Popolo della Libertà. Portavoce del Gruppo Parlamentare Diritti degli Animali del PdL, ha firmato, assieme ad altri 30 deputati, una lettera a Silvio Berlusconi in cui dichiarava la propria contrarietà all'ennesimo tentativo di deregulation della caccia. Al febbraio del 2013, l'associazione Openpolis la pone al 434º posto, su 630 deputati, in termini di produttività parlamentare, con un tasso di assenza del 14,5%.
Alle elezioni politiche del 2013, ricandidata nuovamente alla Camera con Il Popolo della Libertà, risulta tuttavia la prima dei non eletti. Terminato il mandato parlamentare torna a dedicarsi all'attività di attrice.
Il 16 novembre 2013, con la sospensione delle attività del Popolo della Libertà, aderisce a Forza Italia.
In vista delle elezioni europee del 2014 Silvio Berlusconi la invita ad accettare la candidatura al Parlamento europeo, sarà tuttavia la stessa Ceccacci a precisare in seguito di non volersi candidare per poter svolgere appieno la professione di attrice.

## Teatro
- 2019. My time Today, di George Gershwin[senza fonte]
- 2018. Girotondo Kabarett, regia di Walter Le Moli[senza fonte]
- 2016/2017. Le Interviste Impossibili, regia di Walter Le Moli[senza fonte]
- 2015/2016. Nerone, regia di Edoardo Sylos Labini[senza fonte]
- 2015. Il metodo, di Jordi Galceran, regia di Lorenzo Lavia.[senza fonte]
- 2014. Peggy Guggenheime, regia di Alessandro Maggi[senza fonte]
- 2004-2005. Rugantino (commedia musicale), regia Piero Garinei.
- 2004. Riccardo III di William Shakespeare, regia di Armando Pugliese
- 2004. Ippolito di Euripide, regia di Alberto Terrani.
- 2003-2004. La bugiarda di Diego Fabbri, regia di Giorgio De Lullo
- 2002-2003. Come tu mi vuoi di Luigi Pirandello, regia di Pasquale Squitieri.
- 2002. Pilato sempre di Giorgio Albertazzi, regia di A. Pugliese.
- 2001-2002. Falstaff e le allegre comari di Windsor di William Shakespeare, regia di Gigi Proietti.
- 2001. Dacci oggi il nostro pane quotidiano
- 2001. Il mercante di Venezia, di William Shakespeare, regia di Giorgio Albertazzi.
- 2000. Simpatico di S. Shepard, regia di P. Buontempo
- 2000. Liliom di F. Molnar (musical), regia di M. Panici
- 2000. La guerra di Troia non si farà di G. Geraudoux, regia di Armando Pugliese.
- 1999-2000. Brancaleone di Age-Scarpelli e Monicelli, regia G. Solari.
- 1999. Otello di William Shakespeare, regia P. Gazzarra.
- 1998-1999. Quella vacanza del Dottor Ibsen, regia P. Navello.
- 1998. Enrico IV di Luigi Pirandello, regia M. Scaparro.
- 1997. Alcesti e Euripide di M. Yourcenar, regia di P. Gazzarra
- 1997. Uno, nessuno e centomila di Luigi Pirandello, regia di M. Mattolini.
- 1996-1997. Memorie di Adriano di M. Yourcenar, regia di Maurizio Scaparro.
- 1996. Heroides (da Ovidio), regia di A. Vinello
- 1996. Shakespeare songs, regia di T. Snaiders.
- 1995. Via dei serpenti di P. Misiti, regia M. Mattolini.
- 1994. Harem di A. Bassetti, regia di Giorgio Albertazzi.
- 1992-1993. La governante di V. Brancati, regia di Giorgio Albertazzi.
- 1992. Frugando nella valigia di Flaiano (da Ennio Flaiano), regia di Giorgio Albertazzi

## Filmografia
- SCTMV (Sono come tu mi vuoi), episodio di Corti circuiti erotici, regia di Francesco Dominedò (1999)
- Li chiamarono... briganti!, regia di Pasquale Squitieri (1999)
- Tre stelle, regia di Pier Francesco Pingitore – miniserie TV (1999)
- La casa delle beffe, regia di Pier Francesco Pingitore – miniserie TV (2000)